# George Vernot
George Edward Vernot (Montreal, Quebec, 27 de febrer de 1901 – ibíd., 22 de novembre de 1962) va ser un nedador quebequès que va competir durant la dècada del 1920.
El 1920 va prendre part en els Jocs Olímpics d'Anvers, on va disputar tres proves del programa de natació. En els 1.500 metres lliures guanyà la medalla de plata, en els 400 metres lliures guanyà la de bronze i en els 100 metres lliures quedà eliminat en sèries.
Quatre anys més tard, als Jocs de París, va disputar dues proves del programa de natació, els 400 i 1.500 metres lliures. En ambdues quedà eliminat en sèries.
A nivell nacional Vernot guanyà els Campionats del Canadà de 100, 220 i 440 iardes lliures el 1919 i 220 i 440 iardes el 1920. El 1926 es graduà en enginyeria civil per la Universitat McGill i es retirà de la competició.